# Europese kampioenschappen kunstschaatsen 1892
De Europese Kampioenschappen kunstschaatsen is een jaarlijks terugkerend evenement dat georganiseerd wordt door de Internationale Schaatsunie.
Het tweede EK kunstschaatsen voor de mannen werd gehouden op 24 januari in Wenen, Oostenrijk, toen nog onderdeel van de dubbelmonarchie Oostenrijk-Hongarije. Alleen de verplichte kür werd geschaatst.

## Historie
De Duitse en Oostenrijkse schaatsbond, verenigd in de "Deutscher und Österreichischer Eislaufverband", organiseerden zowel het eerste EK Schaatsen voor mannen als het eerste EK Kunstschaatsen voor mannen in 1891 in Hamburg, in toen nog het Duitse Keizerrijk, nog voor het ISU in 1892 werd opgericht. De internationale schaatsbond nam in 1892 de organisatie van het EK kunstschaatsen over. In 1895 werd besloten voortaan het WK kunstschaatsen te organiseren en kwam het EK te vervallen. In 1898, na twee jaar onderbreking, vond toch weer een herstart plaats van het EK kunstschaatsen.
De vrouwen en paren zouden vanaf 1930 jaarlijks om de Europese titel strijden. De ijsdansers streden vanaf 1954 om de Europese titel in het kunstschaatsen.

## Deelname
Er namen tien mannen deel aan dit kampioenschap. Zeven kwamen uit Oostenrijk en twee uit Duitsland. Hongarije was het derde land dat een vertegenwoordiger afvaardigde naar het EK kunstschaatsen.
De Oostenrijker Josef Nowy en de Duitser Fritz Ahrendt waren de enigen die ook aan het eerste kampioenschap in 1891 hadden deelgenomen.
| Oostenrijk (7) Duitse Keizerrijk (2) Hongarije (1) |

## Medaille verdeling
Geen van de Duitse medaillewinnaars van 1891 namen aan dit kampioenschap deel. Eduard Engelmann werd de tweede Europees kampioen in het kunstschaatsen bij de mannen en behaalde samen met Georg Zachariades op plaats drie de eerste medailles voor Oostenrijk. Ook de Hongaar Tibor von Földváry veroverde de eerste EK medaille voor zijn land.
| Discipline | Goud ·           | Zilver ·           | Brons ·           |
| ---------- | ---------------- | ------------------ | ----------------- |
| Mannen     | Eduard Engelmann | Tibor von Földváry | Georg Zachariades |

## Uitslagen

### Mannen
| Goud   | Eduard Engelmann   |                                | 1      |
| Zilver | Tibor von Földváry | Vlag van Hongarije (1874-1896) | 2      |
| Brons  | Georg Zachariades  |                                | 3      |
| 4      | Karl Kaiser        |                                | 4      |
| 5      | Josef Nowy (2)     |                                | 5      |
| 6      | Gustav Hügel       |                                | 6      |
| 7      | Alfred Klement     |                                | 7      |
| 8      | Fritz Ahrendt (2)  | Vlag van Duitse Keizerrijk     | 8      |
| -      | Carl Sage          |                                | t.z.t. |
| -      | Fritz Rehm         | Vlag van Duitse Keizerrijk     | t.z.t. |

Medaillewinnaars

Mannen · 
Vrouwen ·
Paren · 
IJsdansen

Toernooi

1891 · 
1892 · 
1893 · 
1894 · 
1895 · 
1896-1897 · 
1898 · 
1899 · 
1900 · 
1901 · 
1902-1903 · 
1904 · 
1905 · 
1906 · 
1907 · 
1908 · 
1909 · 
1910 · 
1911 · 
1912 · 
1913 · 
1914 · 
1915-1921 · 
1922 · 
1923 · 
1924 · 
1925 · 
1926 · 
1927 · 
1928 · 
1929 · 
1930 · 
1931 · 
1932 · 
1933 · 
1934 · 
1935 · 
1936 · 
1937 · 
1938 · 
1939 ·
1940-1946 · 
1947 · 
1948 · 
1949 · 
1950 · 
1951 · 
1952 · 
1953 · 
1954 · 
1955 · 
1956 · 
1957 · 
1958 · 
1959 · 
1960 · 
1961 · 
1962 · 
1963 · 
1964 · 
1965 · 
1966 · 
1967 · 
1968 · 
1969 · 
1970 · 
1971 · 
1972 · 
1973 · 
1974 · 
1975 · 
1976 · 
1977 · 
1978 · 
1979 · 
1980 · 
1981 · 
1982 · 
1983 · 
1984 · 
1985 · 
1986 · 
1987 · 
1988 · 
1989 · 
1990 · 
1991 · 
1992 · 
1993 · 
1994 · 
1995 ·
1996 · 
1997 · 
1998 · 
1999 · 
2000 · 
2001 · 
2002 · 
2003 · 
2004 · 
2005 · 
2006 ·
2007 ·
2008 ·
2009 ·
2010 ·
2011 ·
2012 ·
2013 ·
2014 ·
2015 ·
2016 ·
2017 ·
2018 ·
2019 ·
2020 ·
2021 · 
2022 · 
2023 · 
2024 · 
2025

WK kunstschaatsen ·
WK kunstschaatsen junioren ·
Viercontinentenkampioenschap ·
Olympische Spelen